# Peter Nutt
Peter Nutt (* 16. Juni 1968 in Eschen, Fürstentum Liechtenstein) ist ein liechtensteinischer Künstler und Eisenplastiker.
Peter Nutts Stahlskulpturen & Kunstobjekte sind in vielen Privatsammlungen und im öffentlichen Raum vertreten.

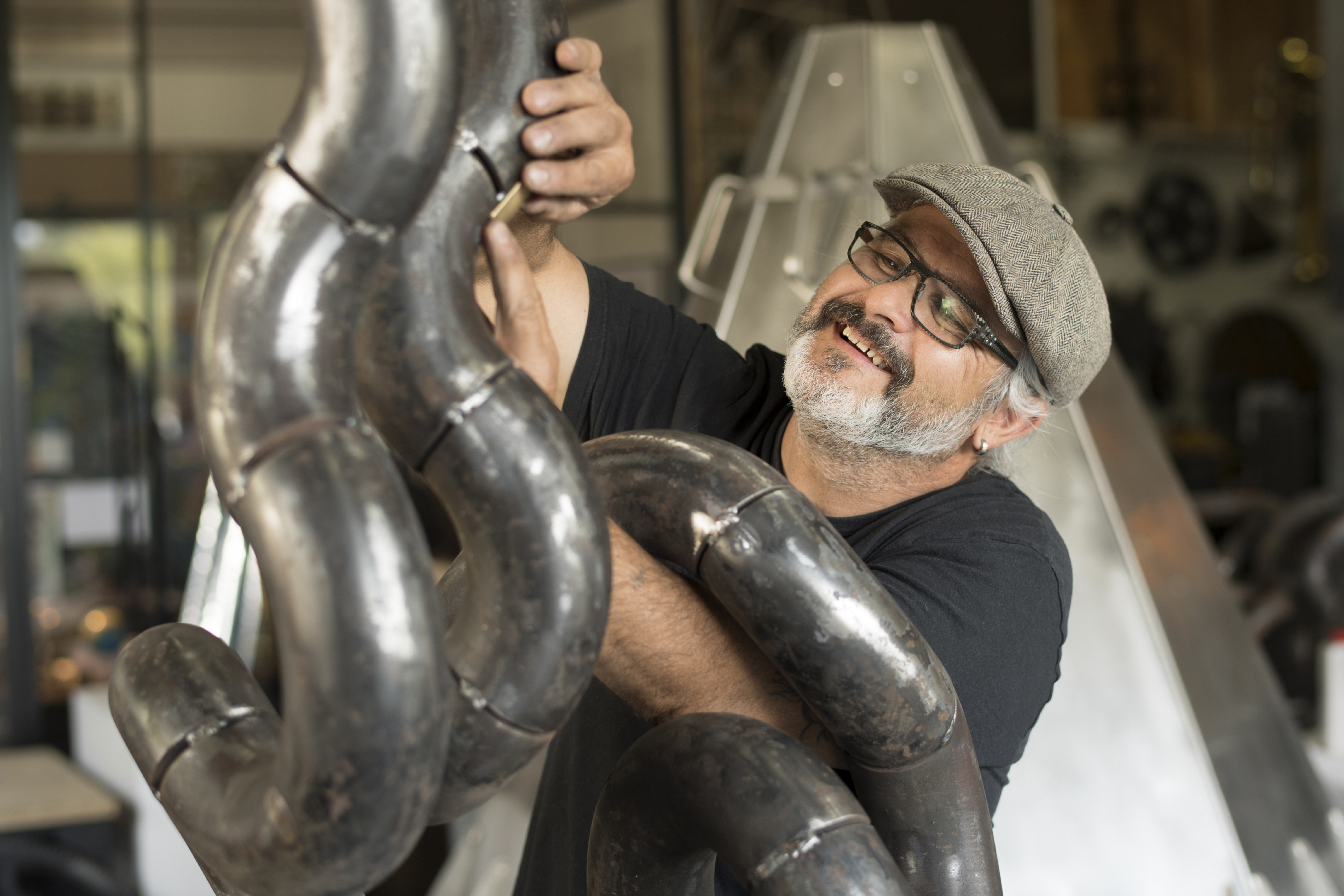

## Leben
Peter Nutt ist in Eschen aufgewachsen. Als Sohn des  Maschinen- und Gerätebauers Hubert Nutt kam Peter Nutt schon sehr früh mit der Welt des Metallbaus für einzigartige und komplexe Lösungen im Maschinenbau in Berührung. Diese frühen Erfahrungen prägten ihn wohl in seinen Werken und seinem Schaffen. Mechanik und Kunst stehen in seinen Arbeiten in enger Beziehung.
Nach einer Ausbildung als Mechaniker und der darauf folgenden jahrelangen praktischen Erfahrung führten seine ersten künstlerischen Schritte in den Bereich Metall-Glas-Kunst-Lampen. In seiner frühen Selbständigkeit legte er den Fokus auf die weltbekannte Tiffany-Glaskunst und fertigte selbst ähnliche Objekte als Eigenkreationen an.
2002 folgten dann Erweiterungen seines künstlerischen Schaffens auf Möbel und Kunstobjekte. Die darauf folgenden Ausstellungen im Raum Liechtenstein-Rheintal legten anschliessend die Weichen für sein heutiges Unternehmen „Peter Nutt Design“. Der Künstler hat heute einen internationalen Kundenstamm und seine Werkstätte & Atelier in Balzers in seiner Heimat Liechtenstein eingerichtet.

## Werk
Mit seiner Linie „Möbel, Form & Design“ bietet Peter Nutt Gebrauchsgegenstände für Wohn und Hausbau. Die Linie beinhaltet Designerküchen, stylische Weinregale, originelle Smoker, verspielte Lampen, einzigartige Cheminees, Designer Grills oder Metallskulpturen. Peter Nutt gestaltet Räume, die das Wohnen und Arbeiten schöner machen sollen. Er arbeitet für private Auftraggeber sowie namhafte Architekten und Unternehmen aus der Schweiz, Liechtenstein und Europa.
Auf seiner Entdeckungsreise durch die Kunst hat er in den vergangenen Jahren vieles ausprobiert. In der kinetisch-mechanischen Kunst, bei der die Bewegung ein wichtiger Bestandteil des Objekts ist, hat Peter Nutt seine persönliche Ausdrucksmöglichkeit gefunden.
Es befinden sich sehr viele seiner Kunstobjekte in privaten unzugänglichen Sammlungen. Seit 2016 kreierte Peter Nutt die Preise für die Lebenswerke grosser Unternehmen für die Wirtschaftskammer Liechtenstein.

## Bedeutende Objekte

### Wichtigste bekannte private Objekte
- „Princess Smoker“, Prinzenbräu AG[1], Balzers
- „Objekt Innenleben“, Schaanerstrasse Vaduz
- „Raum in Raum“, Agir AG, Affoltern am Albis
- „Tausend und 1 Nacht“, Lofthotel, Murg
- „Kugelkörper“, Parkhotel Sonnenhof, Vaduz
- „Bar Ausbau“, Selig Bar, Chur
- „Turbinen Cowling Bar (Boeing 747)“, Privat, Schaan
- „Kugelkörper Lamello“, Gesundheitszentrum, Triesen

### Preise
- LLB KMU Award 2018, Liechtenstein[2]
- Award für das Lebenswerk, Gert Risch, Labor Risch, 2016
- Award für das Lebenswerk, Herbert Ospelt, Herbert Ospelt Anstalt, 2017
- Award für das Lebenswerk, Hubertus Real, Parkhotel Sonnenhof 2018
- Award für das Lebenswerk, Michael Hilti, Hilti AG, 2019

## Ausstellungen
- 2007: Ausstellung „Quellen der Inspiration / Künstler aus Triesen stellen aus“[3]
- 2002–2007, 2015: Giardina, Zürich[4]

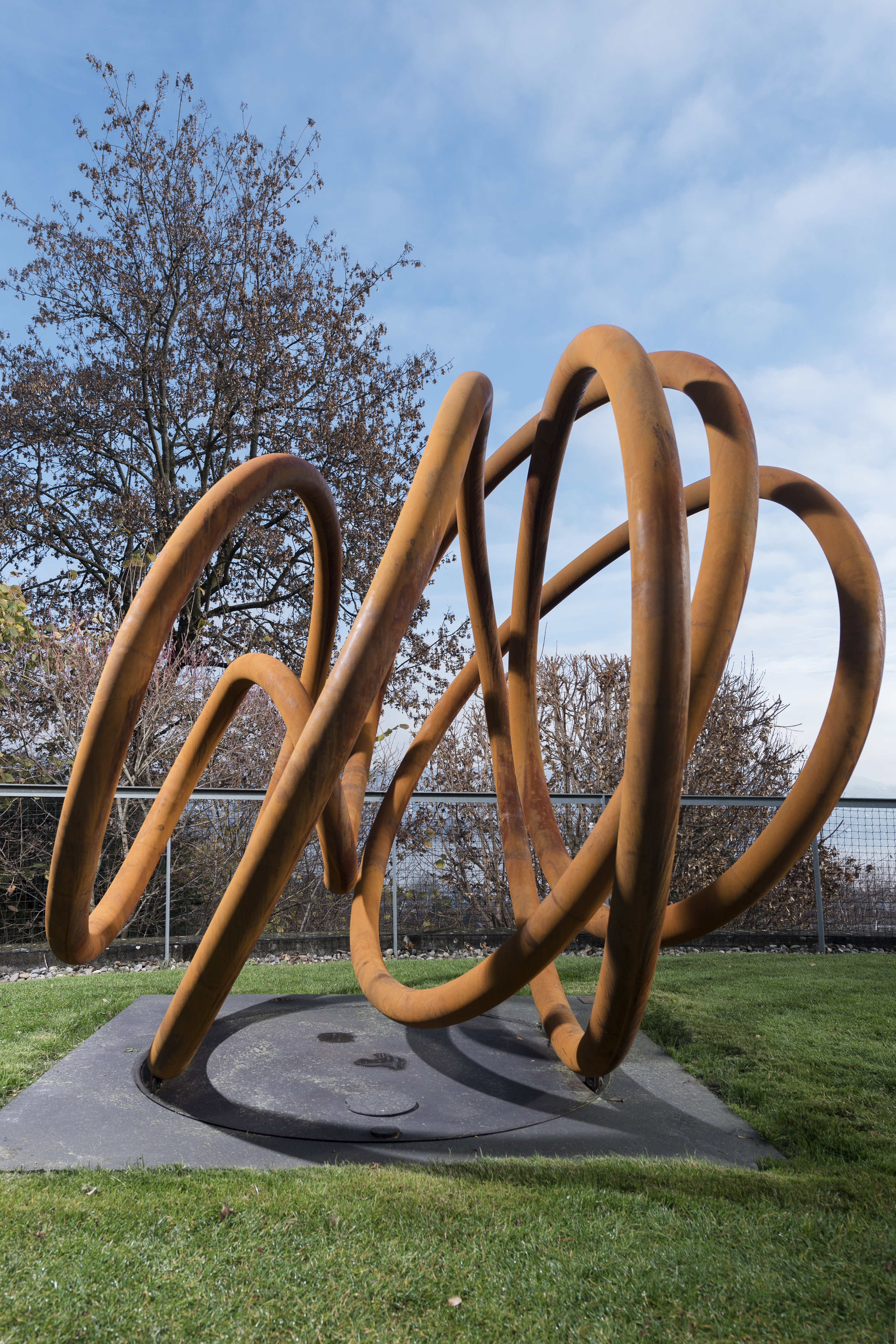

- 2015: Kultur in der Spinnerei Murg[5]
- 2019: Gartenschau, Balzers[6]
- Skulpturapärkle, Eschen[7]
- „Grosse Ausstellung in Grossen Hallen“, Elkuch Recycling, Eschen
- 2002: Ausstellung Peter Nutt, Atelier Kauf, Trübbach